# Улу-Елан
Улу-Елан (баш. Олоялан) — деревня в Иглинском районе Республики Башкортостан Российской Федерации. Входит в состав Лемезинского сельсовета.

## География

### Географическое положение
Расстояние до:
- районного центра (Иглино): 70 км,
- центра сельсовета (Нижние Лемезы): 5 км,
- ближайшей ж/д станции (Улу-Теляк): 30 км.

## Население
| 2002 | 2009 | 2010 |
| ---- | ---- | ---- |
| 22   | ↗27  | ↘18  |

Национальный состав
Согласно переписи 2002 года, преобладающая национальность — башкиры (95 %).